# Haynsburg
Haynsburg là một đô thị thuộc huyện Burgenland, bang Sachsen-Anhalt, Đức. Đô thị Haynsburg có diện tích 7,97 km², dân số thời điểm ngày 31 tháng 12 năm 2006 là 547 người.